# Gabriel Wajoka (7 novembre 1977)
Gabriel Wajoka (7 novembre 1977) è un ex calciatore francese nato a Tahiti, di ruolo attaccante.

## Carriera

### Nazionale
È stato convocato per la Coppa delle nazioni oceaniane del 2004.